# Kaliber 200 volt
Kaliber 200 volt – sensacyjny serial komediowy z elementami science-fiction w reżyserii Bartosza Walaszka. Serial ten wyprodukowany przez GIT Produkcję emitowany był na kanale Rebel:tv. Serial liczy 18 odcinków.

## Opis
Akcja serialu toczy się wokół discopolowego zespołu Bracia Figo-Fagot. W skład zespołu wchodzą:
- Filip Barłoś, ps. Fagot – najstarszy z rodzeństwa, mózg i szef zespołu, gra i komponuje piosenki, jego marzeniem jest zostać gwiazdą disco polo, po rozwiązaniu zespołu zostaje płatnym zabójcą o pseudonimie Tygrys
- Fabian Barłoś, ps. Figo – średni z braci Barłosiów, wokal zespołu Bracia Figo-Fagot, marzy o skończeniu studiów

Najmłodszy z rodzeństwa nie występuje w serialu. W odcinku pt. „Bracia Figo-Fagot” dowiadujemy się, że został on wyklęty przez braci za pójście na studia.
Inni bohaterowie serialu to m.in.:
- Sylwia – dziewczyna poznana przez Fagota na koncercie
- Bazar – brat Sylwii, niezwykle silny, boi się tylko psów
- Tommy Lee Jones – policjant poszukujący Tygrysa, nie można go zabić
- Sebek – kompan Tygrysa
- Dildo – druga płatna zabójczyni w mieście
- Mateo i Domino (ps. Szajbus) – rolnicy z plantacji bobu
- Porucznik Eddy Prokop – policjant pracujący w obyczajówce

## Obsada
- Bartosz Walaszek – Filip Barłoś, ps. Fagot / Tygrys / Puchacz / komendant policji, szwagier Eddy’ego / ojciec Bogusia
- Piotr Połać – Fabian Barłoś, ps. Figo / grzybiarz / Rumun, syn Puchacza / policjant / Boguś
- Grzegorz Zacharjasiewicz – Bazar / Alosza Putin, morderca / Piotr Rubin, król disco polo / Ramzes
- Marta Suwała – Sylwia
- Adam Pabudziński – Sebek
- Zbigniew Frydel – Tomili Dżons / czarodziej / biesiadnik na weselu Fagota
- Dr Yry – Domino / biesiadnik na weselu Fagota / Ramon / członek szajki złodziei / pianista w barze Polonia Rex / kelner / Pan Jezus
- Łukasz Jedynasty – Mateo
- Marcin Rudowski – Eddy Prokop / Janusz, właściciel baru / Wojtek, wilkołak / Rudy / kelner
- Monika Szczęk – Dildo
- Krzysztof Żelazko – organista / biesiadnik na weselu Fagota
- Mirosław Jędras – szef szajki złodziei / doktor Jędras
- Michał Jędras – Michałek, syn szefa szajki złodziei / Piotras, pacjent doktora Jędrasa udający robota z kosmosu
- Mariusz Fedorowicz – pan Zbyszek, drwal

## Spis odcinków
| Numer odcinka | Tytuł odcinka         | Dane techniczne |
| ------------- | --------------------- | --------------- |
| 1.            | Gniew PGRu            | 9 min           |
| 2.            | Bracia Figo-Fagot     | 13 min          |
| 3.            | Gdybym zgolił wąs     | 10 min          |
| 4.            | Bazar                 | 10 min          |
| 5.            | Wesele                | 11 min          |
| 6.            | Złota kamizela        | 8 min           |
| 7.            | Kogutek               | 10 min          |
| 8.            | Tommy Lee Jones       | 9 min           |
| 9.            | Krokodyl z kosmosu    | 10 min          |
| 10.           | Tygrys                | 12 min          |
| 11.           | Eddy                  | 6 min           |
| 12.           | Polonia Rex           | 9 min           |
| 13.           | Robot z kosmosu       | 9 min           |
| 14.           | Strzygoń              | 13 min          |
| 15.           | Finał                 | 8 min           |
| 16.           | Stare, dobre czasy... | 7 min           |
| 17.           | Tygrys i Dildo        | 10 min          |
| 18.           | Dzień zapłaty         | 7 min           |